# 望遠鏡、天文台和觀測技術年表
望遠鏡、天文台和觀測技術年表

## 世紀前（BC）

### 西元前3500年
- 考古紀錄上最早的日晷是古埃及天文學和巴比倫天文學的方尖碑。

### 西元前1900年
- 在現今中國山西省臨汾市襄汾縣的陶寺觀象台。

### 西元前1500年
- 古埃及和美索不達米亞發明影鐘。

### 西元前600年
- 西元前11-7世紀，中國周朝在現今西安蓋了天文觀測用的靈台。

### 西元前200年
- 祕魯長基羅（Chankillo）觀測太陽的13塔天文台。

### 西元前100年
- 西元前206-220 BC，漢朝在長安和洛陽建立靈台（天文台）；東漢在現今河南省偃師建立靈台。

## 西元後（A.D.）

### 第五世紀
- 第5世紀：印度在鄔闍衍那（現今印度中央邦的烏賈因（Ujjain））建立天文台。
- 第5世紀：印度著作Surya Siddhanta。
- 西元499年：印度數學家阿里亞巴塔（Aryabhata）著作Aryabhatiya。

### 第六世紀
- 第6世紀：印度天文學家編纂了數種悉檀。

### 第七世紀
- 第8世紀：婆羅摩笈多的婆羅摩曆算書（Brahmasphutasiddhanta） 。
- 632-647年：新羅的善德女王登基時，在首都慶州建造瞻星臺（位於現在的南韓）。
- 618-1279年：中國唐宋時期，在長安、開封、和杭州建造天文台。

### 第八世紀
- 700-77年：阿拉伯的易卜拉欣·法紮里和穆罕默德·法紮里編寫第一篇曆表的論文。
- 700-96年：穆罕默德·法紮里依據來自希臘的資料建造第一個黃銅星盤。
- 大約777年：波斯天文學家和數學家Yaqūb ibn Tāriq依據婆羅摩笈多和悉檀撰寫Az-Zij al-Mahlul min as-Sindhind li-Darajat Daraja。

### 第九世紀
- 第9世紀：巴格達的花拉子米發明用於天文計算的象限儀[1]。
- 800-33年：第七任哈里發阿布·阿拔斯·阿卜杜拉·馬蒙·本·哈倫的時代，阿拉伯天文學家在伊拉克巴格達建立了第一座現代的天文台 [2]。
- 800-50年：花拉子米撰寫Zij al-Sindhind。
- 825-35年：波斯天文學家Habash al-Hasib al-Marwazi在伊拉克巴格達建造Al-Shammisiyyah天文台[3]。
- 869年：Śaṅkaranārāyaṇa在印度的喀拉拉邦格朗格努尔興建天文臺。

### 第十世紀
- 第10世紀：伊本·尤努斯建造了直徑1.4米的大星盤[來源請求]。
- 第10世紀：巴塔尼（853-929年）首次提到"觀測管"。雖然這些早期的觀測管沒有透鏡，它們能觀測天空中的特定區域，並且"消除其他光的干擾"。這些觀測管成為歐洲拉丁文的外來語，並且影響到望遠鏡的發展[4]。
- 900-29年：巴塔尼撰寫Az-Zij as-Sabi。
- 994年：Abu-Mahmud al-Khujandi在伊朗的雷伊建造六分儀。這是非常巨大的牆儀，可以實現高精度的天文測量[5]。

### 第一千禧年
- 1000年：哈基姆·比阿穆爾·阿拉在埃及莫卡頓建立天文台。
- 1000年：阿拉伯醫師發明圓盤圖 （英語：Volvelle），類似紙製的類比計算機 [6]，阿布·拉伊汗·比魯尼將之改善並用在天文學上[7]。

### 第十一世紀
- 11世紀：比魯尼發明平面星圖[8]。
- 11世紀：Abū Ishāq Ibrāhīm al-Zarqālī（Arzachel）發明不受緯度限制的星盤 [9]。
- 1015年：安達魯斯的阿爾紮切爾（Arzachel）發明行星定位儀[10]。
- 1023年：波斯建造哈馬丹天文臺。
- 大約1030年：伊拉克和埃及的海什木撰寫光學寶庫 。
- 1074-92年：伊斯法罕的歐瑪爾·海亞姆使用馬利克沙阿一世天文台（Malikshah Observatory）。
- 1086年：北宋的天文觀測台。

### 第十二世紀
- 1100-50年：Jabir ibn Aflah（Geber，大約1100年至1150年)發明赤基黃道儀，一種類似機械式類比計算器的觀測儀器[11]。
- 1114–87年：克雷莫納的傑拉德以阿爾紮切爾的資料為基礎發行了托萊多表 。
- 1115-16年：al-Khazini撰寫 Sinjaric Tables 。
- 1119-25年：阿夫达·沙汉沙阿在開羅的al-Bataihi天文台。
- 大約1020年：Ibn Samh發明齒輪帶動的星盤。

### 第十三世紀
- 1206年：加扎利發明他最大的天文鐘－「城堡之鐘」，這被認為是第一個可程式的類比計算機[12]。
- 1252-72年：阿方西內表（Alfonsine tables）被紀錄。
- 1259年：旭列兀讓學者纳西尔丁·图西在波斯建造馬拉蓋天文台和圖書館。
- 大約1270年：忽必烈讓郭守敬管理觀測天空的26個系列觀星平台。
- 1272年：纳西尔丁·图西著作伊兒汗天文表（Zij-i Ilkhani）。
- 1276年：中國在現今河南省藁城的登封市建造登封觀星台,

### 第十四世紀
- 1371 – 伊本·沙蒂爾將一年中的小時長度是相等的創新想法應用在日晷上[13][14]。

### 第十五世紀
- 1400-29年：Khaqani Zij by Jamshīd al-Kāshī
- 1417年：Simones de Selandia建造金屬的天象儀。
- 1420年：烏魯伯格的撒馬爾罕天文臺
- 1437年：烏魯伯格撰寫Zij-i-Sultani。
- 1442年：中國北京古觀象臺。
- 1467-71年：匈牙利的馬提亞斯·科維努斯建立奧拉迪亞天文台。
- 1472年：紐倫堡天文台。

### 第十六世紀
- 1540年：德國科學家阿皮延的"天文競技場"。
- 1560年：黑森的威廉四世在領土上建立卡塞爾天文台。
- 1574年：塔居丁·穆罕默德·伊本·馬魯夫 (Taqi al-Din Muhammad ibn Ma'ruf) 在他的書瞳孔的視覺的光和真實所見之光的書中，描述一種長距離的放大，這有可能是望遠鏡最早的啟蒙[來源請求]。
- 1575-80年：在蘇丹穆拉德三世的塔居丁的伊斯坦布爾天文臺。
- 1576年：第谷·布拉赫在文島建造丹麥皇家天文台－天堡。
- 1577年：塔居丁·穆罕默德·伊本·馬魯夫建造塔居丁的伊斯坦堡天文台。
- 1577-80年：塔居丁撰寫曆表的論文Unbored Pearl。
- 1577-80年：塔居丁發明機械的天文鐘可以測量時間至秒，是16世紀在實用天文學上的重要發明之一。在之前的時鐘精確度都不夠，不能用於天文的目的[15]。
- 1577-80年：塔居丁發明框架六分儀 [15]。
- 1581年：第谷·布拉赫在文島建造第二個丹麥皇家天文台－星堡。
- 1589-90年：在蒙兀兒帝國的阿克巴時期，Ali Kashmiri ibn Luqman發明沒有接縫的天球 [16]

### 第十七世紀
- 1600年：第谷·布拉赫在捷克的伊澤拉河畔的Benátky nad Jizerou建立布拉天文台。
- 1603 - 約翰·拜耳發表Uranometria星圖。
- 1608年：漢斯·利普塞嘗試光學折射望遠鏡的專利，這是望遠鏡功能的第一個紀錄。
- 1609年：伽利略做出他的第一架折射望遠鏡。
- 1616年：尼科洛·祖奇 (Niccolò Zucchi) 實驗他的反射望遠鏡。
- 1633年：萊登大學建造萊登大學天文台。
- 1641年：威廉·加斯居尼發明望遠鏡的十字線。
- 1641年：約翰·赫維留的但澤/格但斯克天文台。
- 1642年：哥本哈根大學皇家天文台。
- 1661年：詹姆斯·格雷戈建議使用拋物面鏡製作反射望遠鏡。
- 1667年：巴黎天文台
- 1668 年：艾薩克·牛頓建造出第一架"實用的"反射望遠鏡，牛頓望遠鏡[17]。
- 1672年：洛朗·蓋塞格林設計出蓋塞格林望遠鏡。
- 1675年：英國皇家格林威治天文臺。
- 1684 - 克里斯蒂安·惠更斯發表"Astroscopia Compendiaria"，在其中敘述了非常長的架空望遠鏡設計。

### 第十八世紀
- 1704年：劍橋大學建造第一座天文台 (以三一学院為基礎)。
- 1724年：賈·辛格二世（英语：Sawai Jai Singh）在印度德里建立天文台。
- 1725年：皇家學院在聖彼得堡建立天文台。
- 1732年：沙哇·賈·辛格在瓦拉納西、烏佳恩、馬圖拉和金奈建立天文台。
- 1733年：赤斯特摩爾霍爾（英语：Chester Moore Hall）發明消色差透鏡的折射望遠鏡。
- 1734年：沙哇·賈·辛格在印度的齋浦爾建立天文台。
- 1753年：西班牙的迪斯天文台。
- 1753年：立陶宛的維爾紐斯大學建立維爾紐斯天文臺（英语：Vilnius University Astronomical Observatory）。
- 1758年：約翰·多倫德再度發明消色差透鏡。
- 1761年：约瑟夫-尼古拉·德利尔建立62個觀測站的觀測網觀測金星凌日。
- 1769年：詹姆斯·肖特以63個反射鏡構成的觀測網站觀測金星凌日。
- 1780年：佛羅倫斯Specola天文台。
- 1789年：威廉·赫歇爾在英格蘭的斯勞完成49吋 (1.2米) 的光學反射望遠鏡。
- 1798年：西班牙的德拉伊斯拉德萊昂天文台 (actualmente Real Instituto y Observatorio de la Armada)

### 第十九世紀
- 1839年：路易·雅克·曼德·達蓋爾 (銀版攝影法攝影程序的發明者) 嘗試拍攝月球。在長時間曝光中，因為望遠鏡追蹤的誤差，使得出來的是模糊不清的影像。
- 1840年：約翰·威廉·德雷伯成功的拍攝出月球的照片，完成第一次的天文攝影。
- 1845年：羅斯爵士於愛爾蘭帕遜斯鎮伯爾城堡完成帕遜斯鎮巨無霸的72-英寸（1.8-）光學反射望遠鏡。
- 1849年：美國建立聖地牙哥天文台，稍後成為智利的國家天文台。
- 1859年：克希荷夫和本生發展 光譜學。
- 1863年：威廉·阿倫·米勒和威廉·哈金斯爵士使用攝影的濕板法程序獲得第一批的恆星光譜，包括天狼星和五車二[18]。
- 1864年：Alexander Stewart Herschel發表所謂的星雲漢星團的一般星表。
- 1868年：簡森和洛奇爾在觀測的太陽光譜中發現氦。
- 1871年：德國天文學會組織13個觀測站的網路 (稍後增為16個) 研究恆星自行。
- 1872年：亨利·德雷伯拍攝織女星的光譜，顯示出吸收線[18]。
- 1878年：德瑞伯發表星雲星團新總表 (NGC)，大約增補了1,000個天體至GC星表。
- 1883年：安德魯·安斯利·卡蒙在家裡的後院使用36英吋 (91公分)的反射望遠鏡，以乾板攝影程序曝光60分鐘紀錄了獵戶座大星雲，這是第一次顯示出比人眼能看見更暗淡的天體[19]。
- 1887年：巴黎會議建議對全天空進行14星等的攝影星圖計畫。
- 1888年：立克天文台位於加州鄰近聖約瑟漢米頓山的91公分反射鏡開光。
- 1889年：太平洋天文學會成立。
- 1890年：艾伯特·邁克爾遜建議恆星干涉儀。
- 1892年：喬治·海爾完成太陽分色照像，這使得可以拍攝太陽單一元素的影像。
- 1897年：艾爾文·克拉克完成位於威斯康辛州威廉斯灣的葉凱士 40-英寸（1.0-） 光學折射鏡。

### 第廿世紀
- 1902年：加拿大的渥太華成立自治嶺天文台。
- 1904年：卡內基協會在華盛頓建立天文台。
- 1907年：F.C. 布郎斯和Joel Stebbins在伊利諾伊大學天文臺發展出硒光電管光度計。

#### 1910年代
- 1912年：喬斯斯·特賓和雅各·孔茨在伊利諾伊大學天文台開始使用光電光度計。
- 1917年：位於加利福尼亞州威爾遜山的威爾遜山天文台開始運作100英寸（2.5）的光學反射鏡。
- 1918 年：位於加拿大不列颠哥伦比亚省維多利亞的自治嶺天體物理天文台1.8米的普拉斯基特望遠鏡開始運作。
- 1919年：國際天文聯合會 (IAU) 成立。

#### 1930年代
- 1930年：柏納德·利奥發明日冕儀。
- 1930年：卡爾·央斯基建造有30米長旋轉天線的電波望遠鏡。
- 1933年：柏納德·利奥發明利奥濾鏡
- 1934年：伯恩哈德·施密特完成第一架14-英寸（360-） 施密特光學反射望遠鏡。
- 1936年：位於加利福尼亚州帕洛馬山的帕洛馬山天文台18-英寸（460-）施密特光學反射望遠鏡開始運作。
- 1937年：格羅特·雷伯建造31-英尺（9.4-）的電波望遠鏡。

#### 1940年代
- 1941年：德米特里·馬克蘇托夫發明馬克蘇托夫望遠鏡，廣為蘇聯和國際上主要的天文台所接受。現在也是業餘天文學家普遍採用的設計。
- 1946年：馬丁·賴爾和他的團體使用電波干攝儀的執行第一次天文觀測。
- 1947年：伯納德·洛維爾和他的團體完成喬德雷爾堤 218-英尺（66-）無定像電波望遠鏡。
- 1949年：位於加利福尼亚州帕洛馬山帕洛瑪山天文台48-英寸（1.2-） 施密特光學反射望遠鏡開始運作。
- 1949 年：位於加利福尼亞州帕洛馬山帕洛瑪山天文台的200-英寸（5.1-）光學反射鏡 (海爾望遠鏡) 開始規律的運作。

#### 1950年代
- 1953年：中國在雲南省成立傳承山宇宙射線研究中心。
- 1954年：建議地球自轉孔徑合成（請參閱，例如克利斯蒂安森和沃伯頓（1955年））。
- 1956年：荷蘭德温厄洛的我家後院電波天文台完成25米的望遠鏡（德温厄洛射电望远镜）。
- 1957年：伯納德·洛維爾 和他的小組完成喬德雷爾堤 250英呎 (75米) 指向性電波望遠鏡 (洛維爾望遠鏡)
- 1957年：彼得·蘇爾發表他觀測空間未能解析來源的源計數P(D)方法。
- 1959年：位於智利邁坡的智利大學成立電波天文台。
- 1959年：劍橋大學發行劍橋大學電波星表第三版星表（1962修訂）。
- 1959年：沙恩120-英寸（3.0-）望遠鏡在立克天文台啟用。

#### 1960年代
- 1960年：位於加利福尼亞州大派恩的歐文斯山谷 27米電波望遠鏡開始運作。
- 1961年：位於澳洲新南威爾斯臨近帕克斯的帕克斯64米電波望遠鏡開始運作。
- 1962年：歐洲南方天文臺 (ESO) 成立。
- 1962年：基特峰太陽天文臺成立。
- 1962年：西維吉尼亞州綠堤 90米電波望遠鏡。
- 1962年：發射軌道太陽天文台 1號衛星。
- 1963年：位於波多黎各阿雷西博的阿雷西博 300米電波望遠鏡開始運作。
- 1964年：位於英格蘭劍橋的馬丁·賴爾1-英里（1.6-）電波干涉儀開始運作。
- 1965年：位於加利福尼亞州大派恩的歐文斯山谷40米電波望遠鏡開始運作。
- 1967年：特長基線干涉儀 (VLBI) 完成183公里基線的第一張圖像。
- 1969年：位於加利福尼亞州大熊湖的大熊湖太陽天文台開始觀測。
- 1969年：拉斯坎帕納斯天文台

#### 1970年代
- 1970年：位於智利托洛洛山的托洛洛158-英寸（4.0-）光學反射望遠鏡開始運作。
- 1970年：靠近亞利桑納州土桑的基特峰國家天文臺 158-英寸（4.0-）光學反射鏡開始運作。
- 1970年：烏呼魯X射線望遠鏡衛星。
- 1970年：安東尼·拉貝里執行第一次的高解析光學散斑干涉觀測。
- 1970年：在荷蘭韋斯特博克附近的韋斯特博克綜合孔徑電波望遠鏡完成。
- 1972年：100米的艾福斯堡電波望遠鏡落成 (德國)。
- 1973年：位於澳洲靠近庫納巴拉布蘭的英澳天文台 1.2米英國施密特望遠鏡光學反射望遠鏡開始運作。
- 1974年：位於澳洲靠近庫納巴拉布蘭的英澳天文台153-英寸（3.9-）光學反射望遠鏡開始運作。
- 1975年：吉羅德·史密斯、弗雷德瑞克·藍道和詹姆斯央斯基使用CCD觀測天王星。這是第一個天文觀測的CCD。
- 1975年：安東尼·拉貝里建造第一個光學的雙望遠鏡干涉儀。
- 1976年：在蘇聯高加索Pashtukhov山的6米BTA-6 (波修瓦經緯儀望遠鏡或“大經緯儀望遠鏡”)開始運作。
- 1978年：位於亞利桑納州阿美多相當於的176-英寸（4.5-）的多鏡面光學/紅外線反射望遠鏡開始運作。
- 1978年：國際紫外線 (IUE) 望遠鏡衛星。
- 1978年：愛因斯坦高能天文觀測台 X射線望遠鏡衛星。
- 1979年：位於夏威夷毛納基山天文台的UKIRT 150-英寸（3.8-）紅外線反射望遠鏡開始運作。
- 1979年：位於毛納基山天文台的加拿大-法國-夏威夷 140-英寸（3.6-）光學望遠鏡開始運作。
- 1979年：位於毛納基山的NASA IRTF （页面存档备份，存于）120-英寸（3.0-）紅外線反射望遠鏡開始運作。

#### 1980年代
- 1980年：座落於新墨西哥州索柯洛的VLA (Very Large Array) 建設完成。
- 1983年：IRAS (Infrared Astronomical Satellite)望遠鏡。
- 1984年：位於西班牙格拉納達靠近Pico Veleta的IRAM 30-m毫米波電波望遠鏡完成。
- 1987年：口徑15米的英國次毫米波望遠鏡詹姆士克拉克麥克斯威爾望遠鏡安裝在毛納基山天文台 。
- 1987年：5米的ESO次毫米波望遠鏡 (SEST) 安裝在 ESO的拉希臘天文台。
- 1988年：位於澳大利亚新南威爾斯納拉布里鎮西方25公里的ATCA孔徑合成電波遠鏡開始運作。
- 1989年：宇宙背景探測者 (COBE) 衛星。

#### 1990年代
- 1990年：2.4米的哈伯太空望遠鏡升空，但是發現主鏡有缺陷。
- 1991年：康普頓伽瑪射線天文台衛星。
- 1993年：座落於夏威夷毛納基山天文台的10米光學/紅外線望遠鏡開始運作。
- 1993年：10個碟形天線的超長基線陣列全部完成並開始運作。
- 1995年：第一個極高解析力的COAST取得影像 (來自孔徑合成的觀測)。
- 1995年：位於印度浦那，由30座45米拋物面天線構成的GMRT (Giant Metrewave Radio Telescope)開始運作。
- 1996年：座落於夏威夷毛納基山天文台10米的光學/紅外線反射望遠鏡凱克2開始運作。
- 1997年：日本的HALCA衛星開始運作。在太空中與VLBI 連結，構成最長25,000公里的基線。
- 1998年：ESO的第一架8.2米VLT1開光。

### 第廿一世紀
- 2001年：以單一基線在近紅外線操作的凱克干涉儀開光。
- 2001年：基線長130米長，在近紅外線以單一基線操作的甚大望遠鏡干涉儀陣列開光。
- 2005年：使用琥珀光綜合孔徑儀和三個甚大望遠鏡組合的甚大望遠鏡干涉儀取得第一個影像。
- 2005年：主鏡直徑達到11米，在南半球最大的光學望遠鏡，SALT開光。